# Стиви Би
Стивън Бърнард Хил (на английски: Steven Bernard Hill), известен с псевдонима Стиви Би (на английски: Stevie B) е американски поп и денс изпълнител, роден в Маями, Флорида. Дебютния му сингъл „Party Your Body“ (букв. „Забавлявай тялото си“) излиза през 1988 г. и достига 7-а позиция в класацията на Билборд за денс музика. Едни от най-популярните хитове на Стиви Би са „Because I Love You“ („Защото те обичам“), „Spring Love“ („Пролетна любов“) и „In My Eyes“ („В очите ми“).